# Jalovcová stráň
Přírodní rezervace Jalovcová stráň se nalézá asi 1,5 kilometru východně od obce Nedašov v okrese Zlín. Oblast spravuje CHKO Bílé Karpaty. Přírodní rezervace byla vyhlášena s cílem zachovat nejrozsáhlejší jalovcovou pastvinu v okrese Zlín s bohatým výskytem jalovce obecného (Juniperus communis).

## Flóra
Na území přírodní rezervace se nalézá bohatá vegetace různých typů od mokřadních až po společenstva suchých pastvin s řadou ohrožených a chráněných druhů rostlin jako jsou například na suchých stanovištích trličník brvitý (Gentianopsis ciliata), zvonek klubkatý (Campanula glomerata) a rostliny z čeledi vstavačovitých – prstnatec bezový (Dactylorhiza sambucina), vstavač mužský (Orchis mascula), vstavač obecný (Orchis morio), pětiprstka žežulník (Gymnadenia conopsea), hlavinka horská (Traunsteinera globosa), vemeník dvoulistý (Platanthera bifolia) a bradáček vejčitý (Listera ovata).
Pro mokřady je typický suchopýr širolistý (Eriophorum latifolium) a prstnatec májový (Dactylorhiza majalis) a kruštík bahenní (Epipactis palustris).

## Fotogalerie

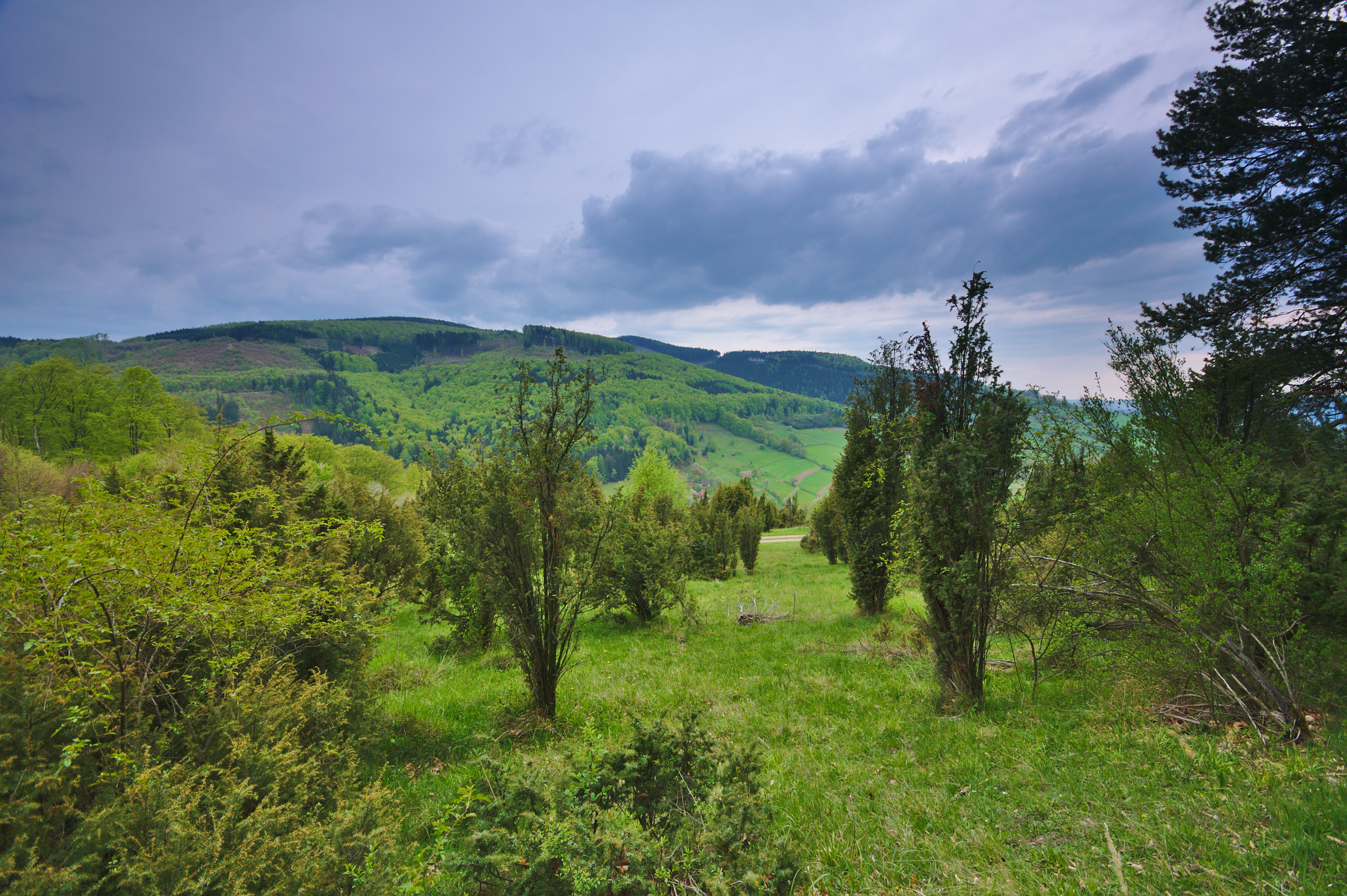
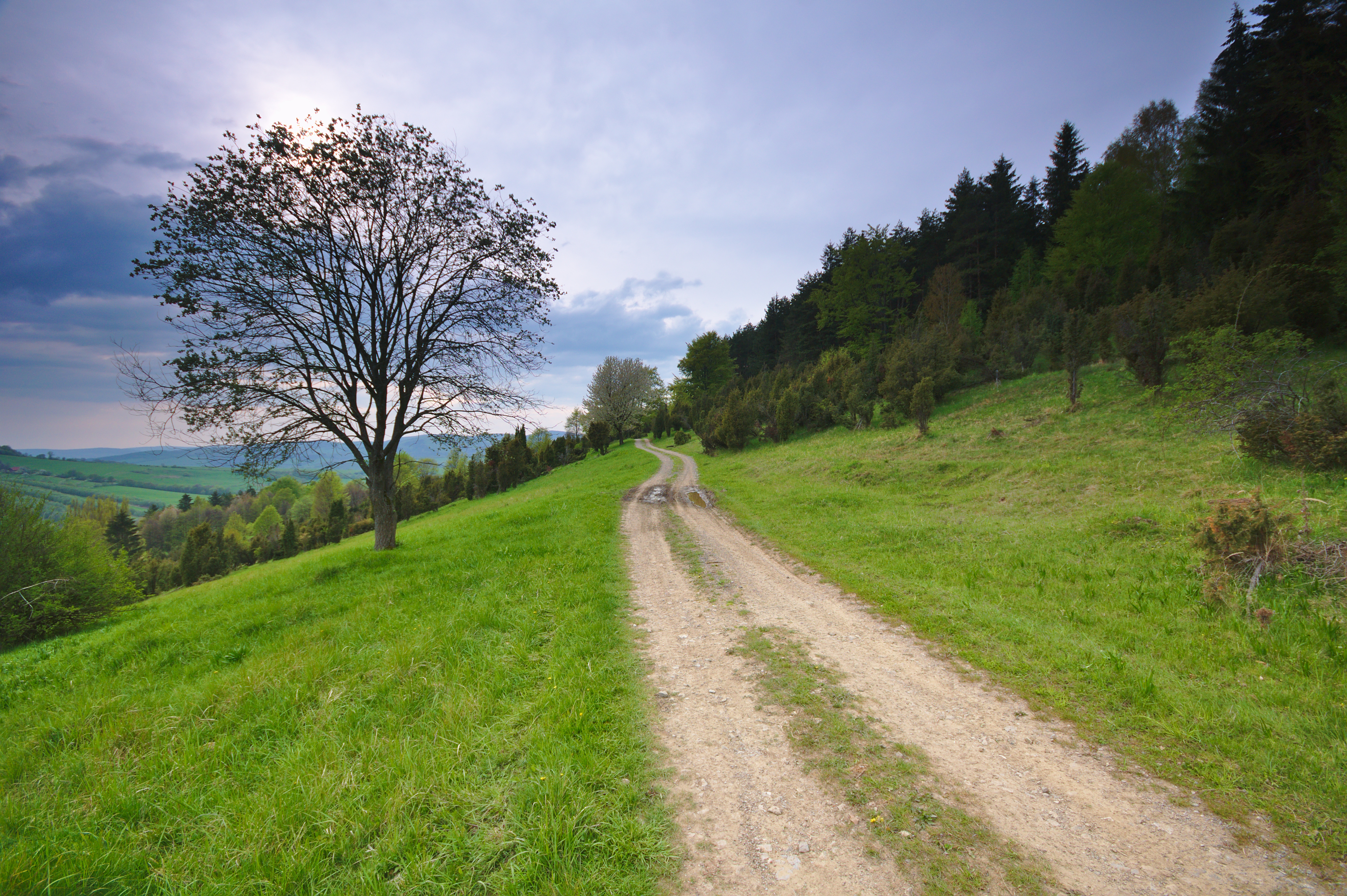
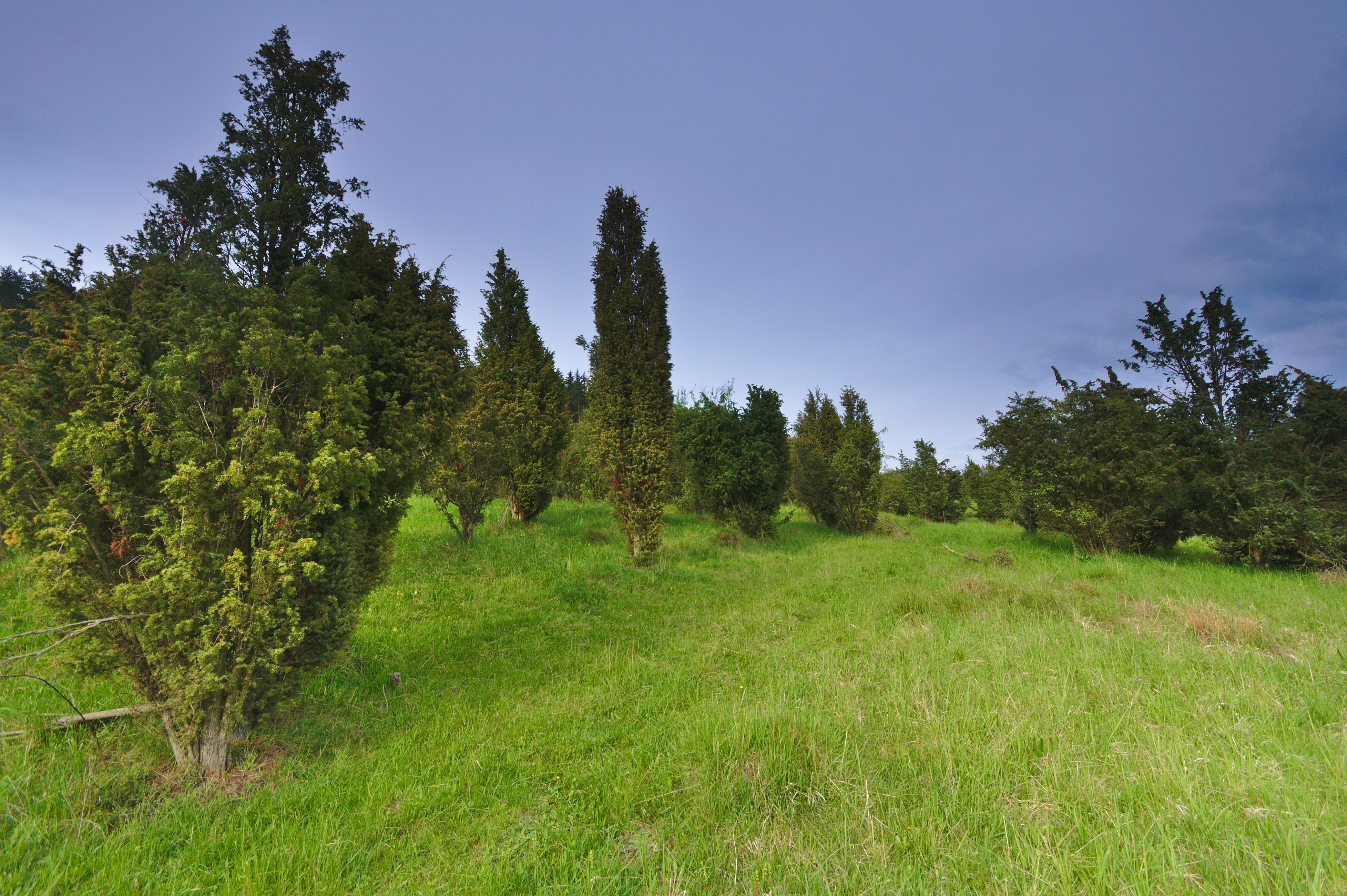
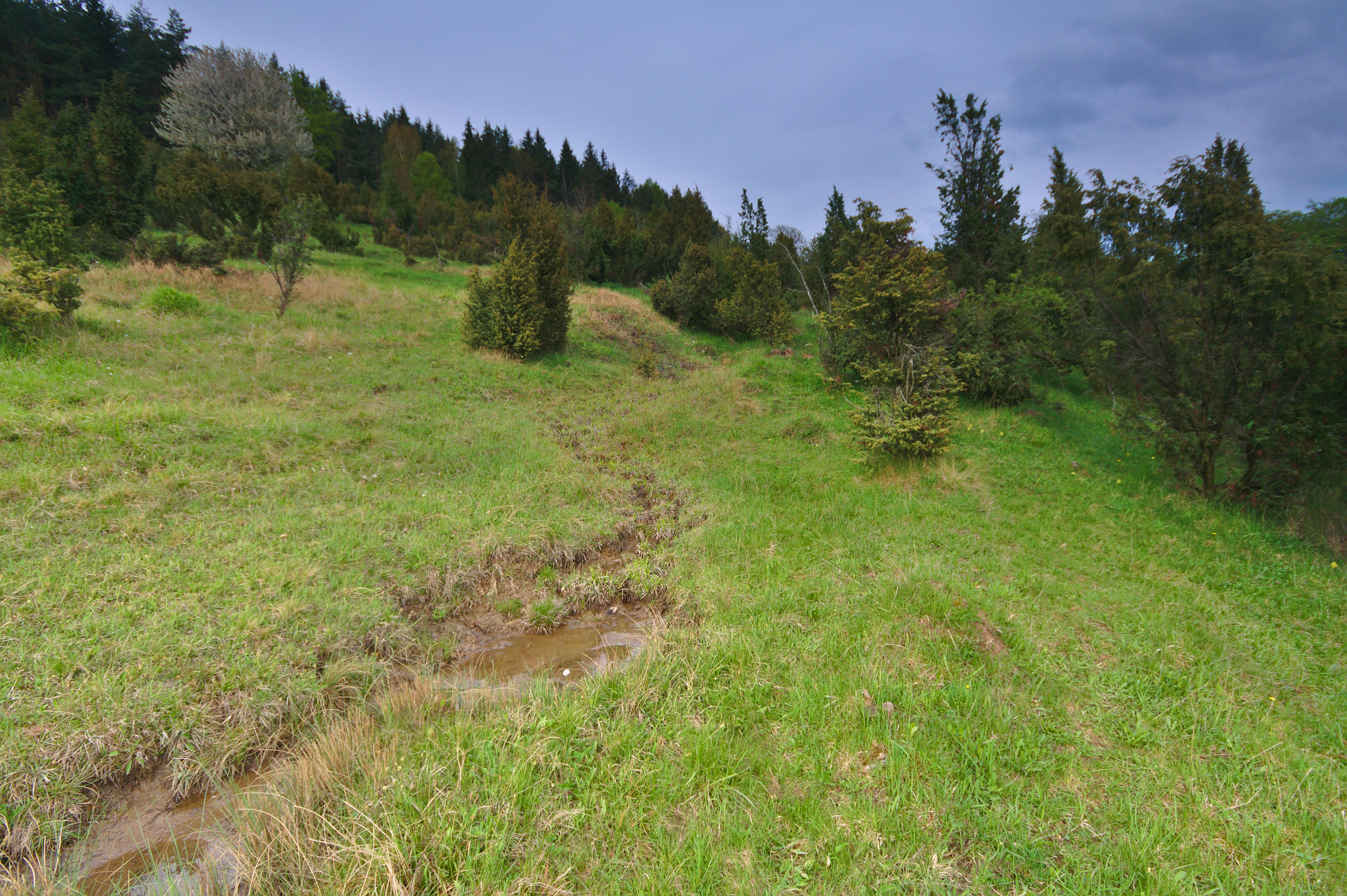
Mokřadní část
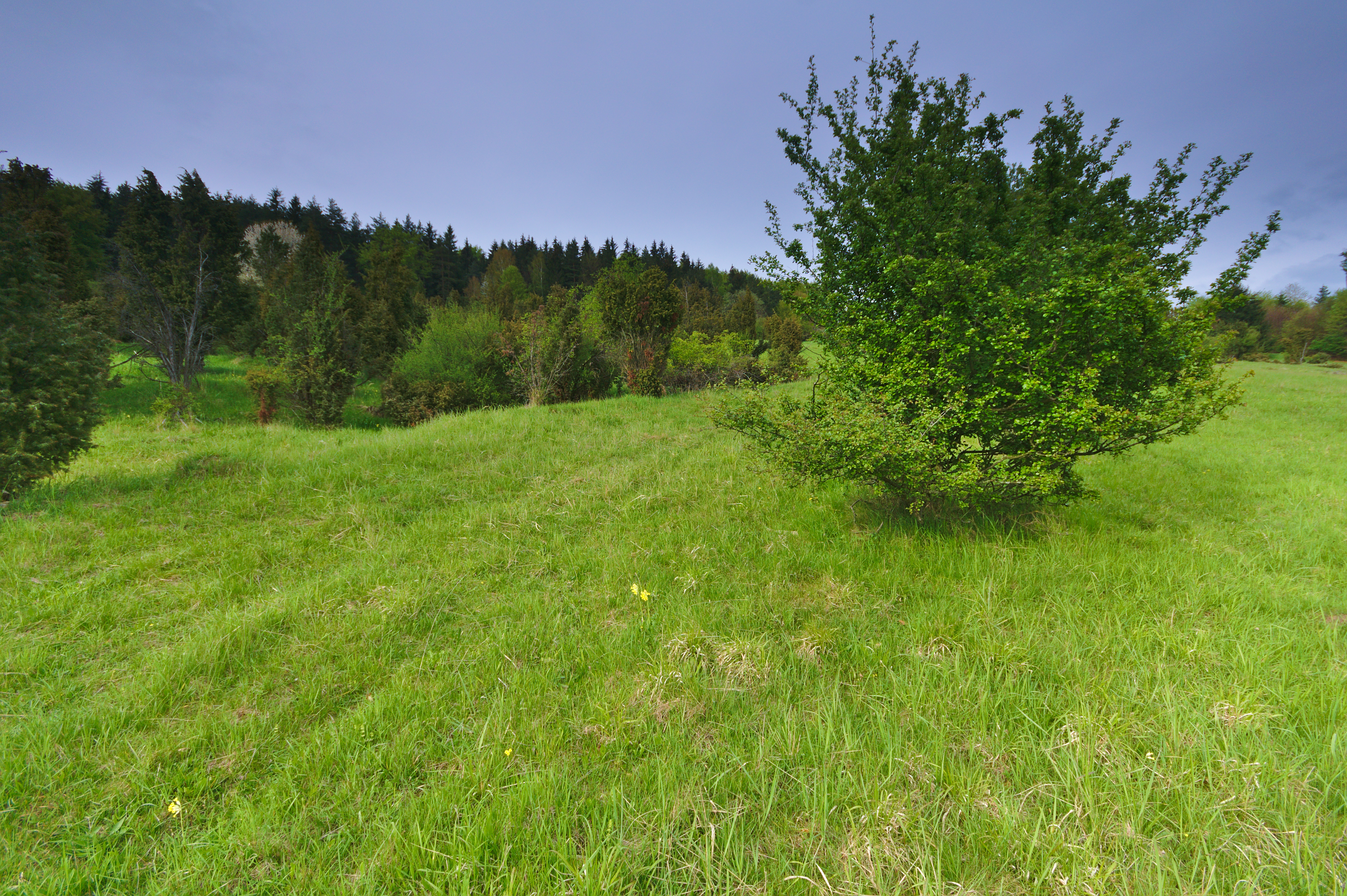